# Muslim ibn al-Hajjaj
Abū al-Ḥusayn ‘Asākir ad-Dīn Muslim ibn al-Ḥajjāj ibn Muslim ibn Ward ibn Kawshādh al-Qushayrī an-Naysābūrī (tiếng Ả Rập: أبو الحسين عساكر الدين مسلم بن الحجاج بن مسلم بن وَرْد بن كوشاذ القشيري النيسابوري; after 815 – May 875) hoặc Muslim Nayshāpūrī (tiếng Ba Tư: مسلم نیشاپوری), thường được biết là Imam Muslim,Học giả Hồi giáo, đặc biệt được gọi là muhaddith (học giả của hadith). Bộ sưu tập hadith của ông, được gọi là Sahih Muslim, là một trong sáu bộ sưu tập hadith chính trong Hồi giáo Sunni và được coi là một trong hai bộ sưu tập (sahih) chân thực nhất, cùng với Sahih al-Bukhari.

## Tiểu sử
Hồi giáo ibn al-Hajjaj được sinh ra tại thị trấn Nishapur trong Abbasid tỉnh Khorasan, ngày nay thuộc đông bắc Iran. Các nhà sử học có số liệu khác nhau về ngày sinh của ông, mặc dù nó thường được đưa ra là 202 AH (817/818), 204 AH (819/820), hoặc 206 AH (821/822).
Adh-Dhahabi nói: "Người ta nói rằng Muslim ibn al-Hajjaj được sinh ra vào năm 204 AH", mặc dù ông cũng nói, "Nhưng tôi nghĩ rằng ông ấy đã được sinh ra trước đó." 
Ibn Khallikan không thể tìm thấy báo cáo nào về ngày sinh của người Hồi giáo, hoặc tuổi chết, bởi bất kỳ uffāẓ (bậc thầy hadith), ngoại trừ thỏa thuận của họ rằng ông được sinh ra sau 200 AH (815/816). Ibn Khallikan trích dẫn Ibn al-Salah, người trích dẫn Ibn al-Bayyi' 's Kitab'Ulama al-Amsar, trong tuyên bố rằng Muslim 55 tuổi khi ông qua đời vào ngày 25 Rajab, 261 AH (tháng 875)  và do đó năm sinh của ông phải là 206 AH (821/822).
Ibn al-Bayyiʿ báo cáo rằng ông đã được chôn cất tại Nasarabad, ngoại ô Nishapur.